# Акурайське сільське поселення
Акура́йське сільське поселення (рос. Акурайское сельское поселение) — сільське поселення у складі Борзинського району Забайкальського краю Росії.
Адміністративний центр та єдиний населений пункт — село Акурай.

## Населення
Населення сільського поселення становить 256 осіб (2019; 327 у 2010, 550 у 2002).